# José Antonio Hermida i Ramos
José Antonio Hermida i Ramos (Puigcerdà, 24 d'agost de 1978) és un ciclista de muntanya català, especialitzat en Camp a través (BTT). Ha estat quatre vegades campió del món: en individual l'any 2010, i en per relleus els anys 1999, 2000 i 2003. Participà en els Jocs Olímpics d'Atenes 2004, obtenint la medalla d'argent en la seva especialitat. Anteriorment havia aconseguit el quart lloc als Jocs Olímpics de Sydney 2000, i vuit anys després, a les Olimpíades de Pequín, va finalitzar en desena posició. El 1999 va ser nomenat Cerdà de l'Any.

## Palmarès en Ciclisme de muntanya
- 1996
  -  Campió del món júnior en Camp a través
- 1998
  -  Campió d'Espanya sub-23 en Camp a través
- 1999
  -  Campió del món en Camp a través per relleus (amb Roberto Lezaun, Margalida Fullana i Carlos Coloma)
  -  Campió d'Espanya sub-23 en Camp a través
- 2000
  -  Campió del món sub-23 en Camp a través
  -  Campió del món en Camp a través per relleus (amb Roberto Lezaun, Margalida Fullana i Iñaki Lejarreta)
  -  Campió d'Europa sub-23 en Camp a través
  -  Campió d'Espanya sub-23 en Camp a través
- 2001
  -  Campió d'Espanya en Camp a través
- 2002
  -  Campió d'Europa en Camp a través
  -  Campió d'Espanya en Camp a través
- 2004
  - Medalla de plata als Jocs Olímpics d'Atenes en Camp a través
  -  Campió d'Europa en Camp a través
  -  Campió d'Espanya en Camp a través
- 2005
  -  Campió del món en Camp a través per relleus (amb Rubén Ruzafa, Oliver Avilés i Rocío Gamonal)
- 2007
  -  Campió d'Europa en Camp a través
  -  Campió d'Espanya en Camp a través
- 2009
  -  Campió d'Espanya en Camp a través
- 2010
  -  Campió del món en Camp a través
- 2011
  -  Campió d'Espanya en Camp a través
- 2013
  -  Campió d'Espanya en Camp a través
- 2014
  -  Campió d'Espanya en Camp a través

## Palmarès en ciclocròs
- 2007
  -  Campió d'Espanya de ciclocròs
- 2008
  -  Campió d'Espanya de ciclocròs
- 2009
  - 1r al Ciclocròs Ciutat de València
- 2011
  - 1r al Ciclocròs Ciutat de València
- 2014
  - 1r al Trofeu Joan Soler
- 2015
  - 1r al Trofeu Joan Soler